# Mosteiro de San Juan de la Peña

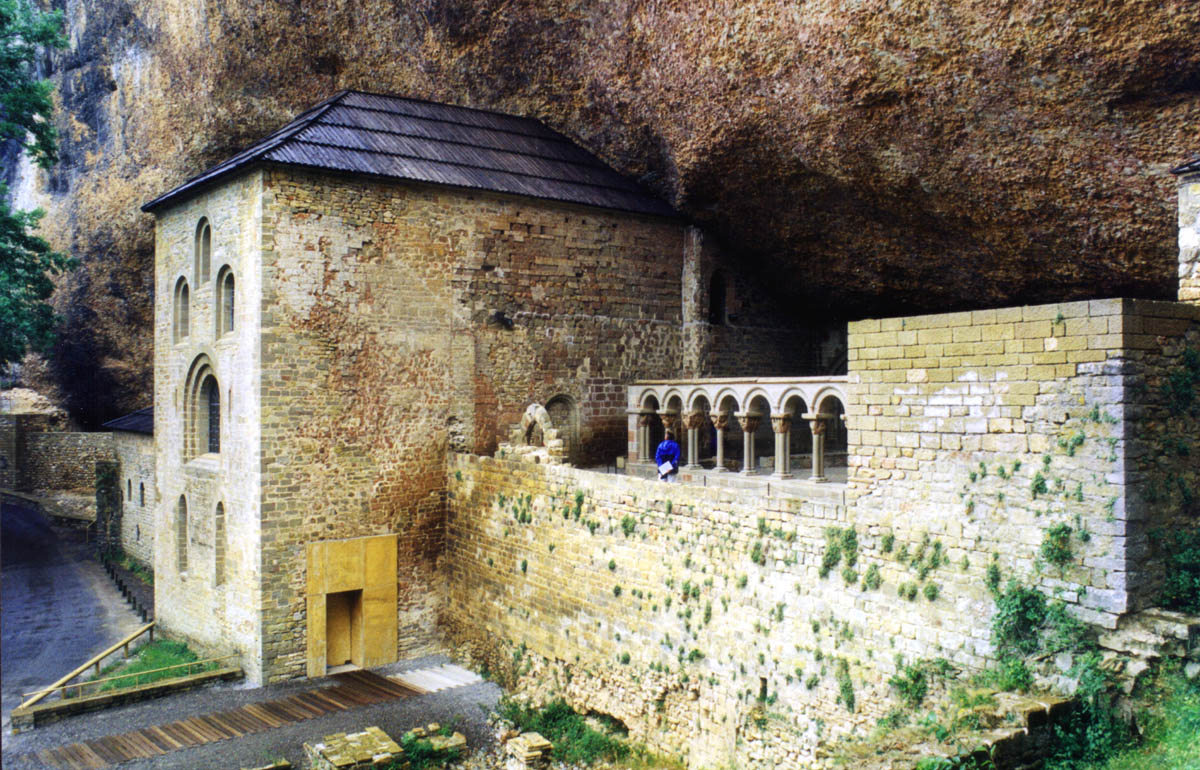
San Juan de la Peña

O Real Mosteiro de San Juan de la Peña, situado a sudoeste de Jaca, província Huesca, Aragão, Espanha, foi o mosteiro mais importante no Reino de Aragão na Alta Idade Média.

## História
Diz a lenda que um jovem nobre de nome Voto (em algumas versões, Oto), veio caçar por este lugar quando avistou um cervo. O caçador correu atrás da presa, mas esta era rápida e ao chegar ao monte Pano, caiu no precipício. Milagrosamente seu cavalo caiu suavemente na terra. São e salvo no fundo do barranco, viu uma pequena caverna na qual descobriu uma ermida dedicada a São João Batista e, no interior, encontrou o cadáver de um eremitão chamado João de Atarés. Impressionado pela descoberta, foi a Saragoça, vendeu todos os seus bens e juntamente com seu irmão Félix retirou-se à caverna, e iniciaram uma vida eremita.

Este seria o início do mosteiro, do qual escrevia Miguel de Unamuno: 

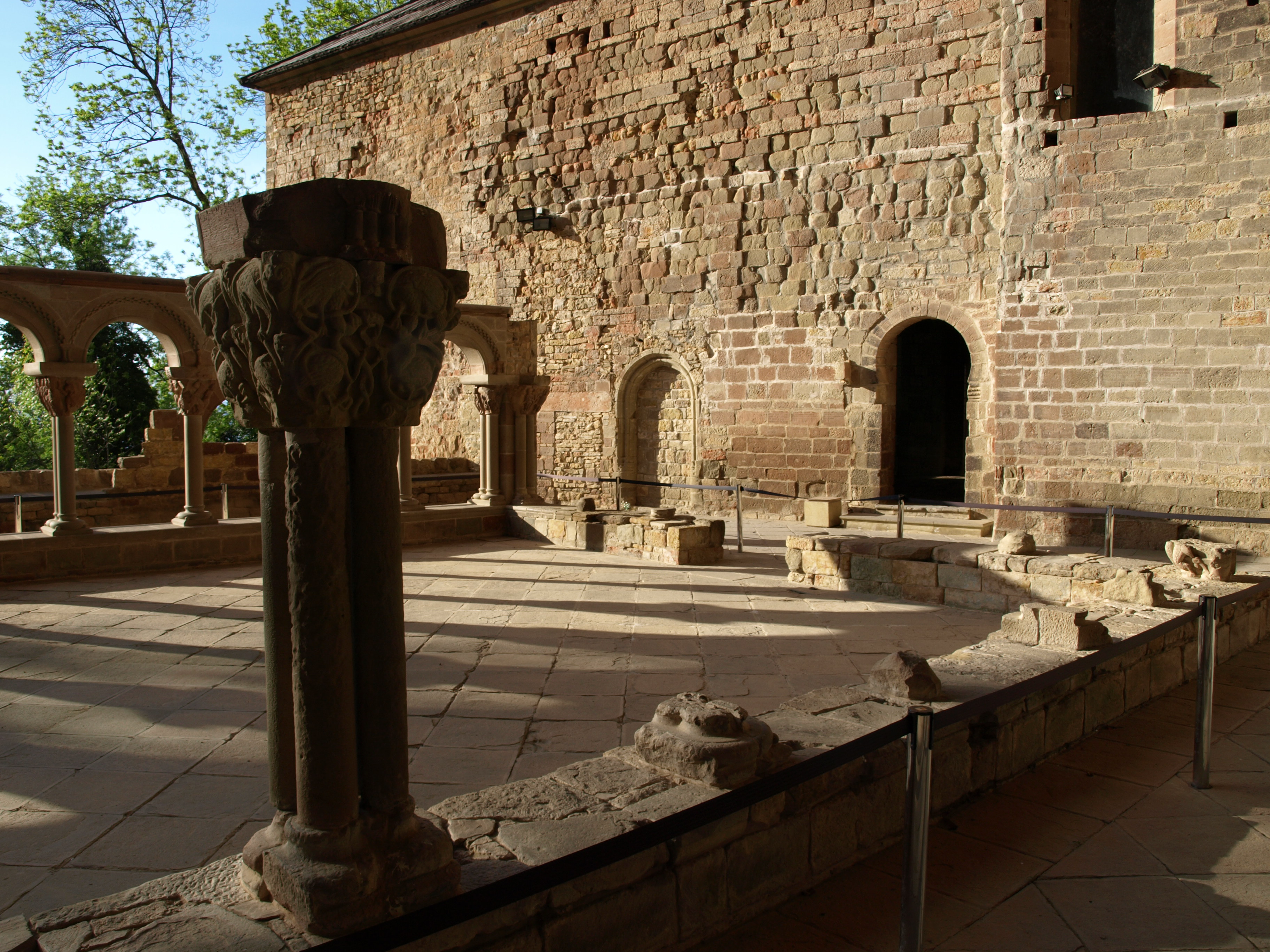
Claustro de San Juan de la Peña

Estas montanhas são habitadas pouco depois da invasão muçulmana, ao construir o castelo de Pano, destruído no ano de 734.
A origem legendária do Reino de Aragão também encontra na caverna do de San Juan de la Peña a sua própria história, quando reunidos os guerreiros cristãos ao lado de Voto e Félix decidem por aclamação nomear Garcí Ximénez seu líder, que os conduziria à batalha para reconquistar as terras de Jaca e Aínsa, lugar este onde ocorreu o milagre da cruz de fogo sobre a azinheira do Sobrarbe.
Reinando em Pamplona Garcia Íñiguez e Galindo I Aznárez, conde de Aragão, começam a favorecer ao mosteiro. O rei Garcia Sanches I de Pamplona concedeu aos monges direito de jurisdição, e seus sucessores até Sancho, o Grande, continuaram esta política de proteção. Ali passou seus primeiros anos Santo Íñigo (c. 1000–1068). No reinado de Sancho I torna-se panteão dos reis de Aragão.
Foram devastadores os incêndios de 1494 e 1675. Na sequência do último deles, construiu-se o mosteiro novo. O mosteiro antigo foi declarado Monumento Nacional em 13 de julho de 1889 e o mosteiro moderno em 9 de agosto de 1923. A restauração foi dirigida pelo arquiteto modernista aragonês Ricardo Magdalena.

### Breve história da construção do mosteiro

Planta do mosteiro:
a) Primeiro andar
1. Forno de pão
2. Panteão real
3. Panteão de nobres
4. Museu
5. Igreja superior. Románica
6. Porta moçárabe
7. Capela gótica de São Victorián
8. Claustro românico
9. Capela de São Boto
b) Piso térreo
10. Igreja pré-românica
11. Sala de concilios

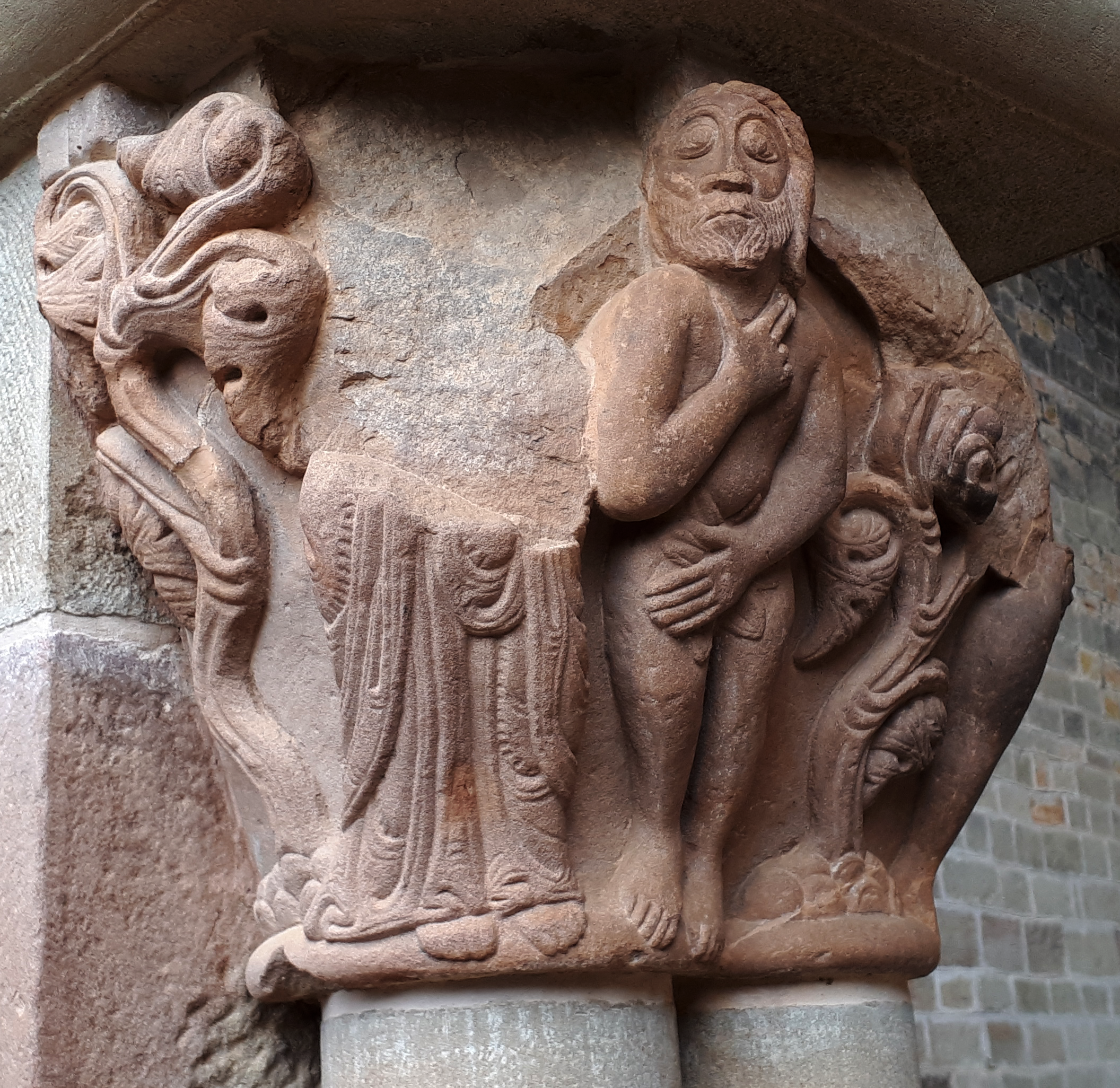
Capitel do mosteiro

Provavelmente existiiu algum tipo de cenobita anterior ao século XI, mas a construção de maior importância tem início no ano 1026 por iniciativa de Sancho, o Grande. Em 1071 o rei Sancho Ramírez cede o conjunto existente aos monges cluniacenses e favorece sua reforma. Neste momento levanta-se o conjunto que hoje existe, em maior ou menor medida. A reforma beneditina de Cluny não podia obviar a construção de um claustro que se finalizaria no começo do século XII.

### O mestre de San Juan de la Peña
No final do século XI, os monges do mosteiro decidem encarregar a este autor anônimo a elaboração dos capitéis das colunas do claustro que renovavam, provavelmente para substituir outro anterior. O pequeno recinto oferecia um encerramento diáfano em forma de arcadas separadas por colunas. Os arcos eram rematados com limites com o típico taqueado xadrez.
O mestre desenvolve um programa sobre cenas bíblicas onde aparecem entre outras o Anúncio aos pastores, a Natividade, a Anunciação, a Epifania, o Batismo e a Circuncisão de Jesus, a Última Ceia, episódios sobre Caim e Abel, a Criação de Adão e Eva, assim como sua Reprovação e posterior condenação ao trabalho. Também há alguns motivos geométricos e vegetais onde destacam os pergaminhos. Seguramente o mestre anônimo só elaborou os capitéis para duas alas do claustro já que na segunda metade do século XII o mosteiro entrou em franca decadência. O programa iconográfico que decoram os 26 capitéis que se conservam parece evocar a Salvação através da fé escolhendo os episódios mais significativos para ele.
Se trabalha com baixo relevos quase todos dominados por um Horror Vacui muito acentuado que provoca contorções em algumas figuras que superam o próprio quadro sacando um braço como na cena de Jesus e os Apóstolos. Os gestos são exagerados, quase teatrais, acentuando os olhos e a boca, e conferindo narratividade às cenas. Relativamente às formas, estas se submetem a esquemas geométricos que dominam desde a configuração do rosto ou as pregas dos panos, até aos movimentos de cavalos ou da mesma água que se verte de um jarro a outro.

### Panteão Real
No piso superior encontra-se o Panteão Real. Durante cinco séculos nele foram enterrados alguns dos monarcas de Aragão e de Navarra. Seu aspecto atual data do século XVIII.
Em San Juan de la Peña, os reis de Aragão foram sepultados em tumbas de pedra colocadas em três ordens sobrepostas, desde a rocha em direção ao lado de fora, apresentando à vista somente os pés do caixão. O panteão real ocupa as dependências da antiga sacristia da igreja alta, que data do século XI; foi reformado por Carlos III em 1770, seguindo as indicações de Dom José Nicolás de Azara e do conde de Aranda, o qual quis ser enterrado no átrio. A reforma só afetou a decoração, permanecendo os sepulcros no mesmo lugar; levantou-se diante deles uma parede na qual colocaram-se lâminas de bronze com as inscrições correspondentes, distribuiu-se pela sala uma profusão de estuques e mármores, colocando na parede fronteira uns medalhões com relevos que representam cenas de lendárias batalhas.
Abriga os restos de alguns monarcas navarros que reinaram em Aragão, dos primeiros condes aragoneses e dos três reis iniciais da dinastia ramirense, Ramiro I, Sancho Ramires, Pedro I, juntamente com suas esposas.

## O santo Graal
Segundo a lenda espanhola sobre o Santo Graal, este permaneceu no mosteiro, depois de passar por diversos locais, como a caverna de Yebra de Basa, a Abadia de San Pedro de Siresa, a Igreja de Santo Adriano de Sásabe [es], Igreja de San Pedro de la Sede Real de Bailo [es] e a Catedral de Jaca, desde 1071 até 1399.
A necessidade de atrair os peregrinos que faziam o Caminho de Santiago, que passava pelos arredores, aconselhou que nele se localizasse a relíquia. Em 1399, o rei Martim I levou o vaso sagrado para o Palácio da Aljafería de Saragoça. Em 1437 foi trasladado para a Catedral de Valência, juntamente com a maior parte do relicário da Casa de Aragão.